# Liebesbrand

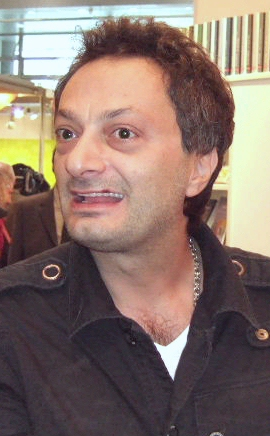
Der Autor wenige Wochen nach einem schweren Busunglück

Liebesbrand ist ein deutschsprachiger Roman des Schriftstellers Feridun Zaimoğlu. Er erschien 2008 bei Kiepenheuer & Witsch und erzählt ausgehend von einem schweren Omnibusunglück eine Liebesgeschichte.

## Handlung
Zu Beginn stirbt David, ein „etwas später dazu gekommener“ Deutscher, ursprünglich ohne „i“, dafür mit einem „u“ in seinem Vornamen, bei einem Busunglück in der Türkei. Aus den Flammen des Unfalls gerät er unversehens in die Flammen der Liebe, als ihm eine Frau mit deutschem Akzent (eine Engelserscheinung?) am Unfallort kurz Hilfe spendet und dann verschwindet. Entbrannt setzt er, zurück in Deutschland, trotz weniger Anhaltspunkte, die er hat, alles daran, sie wiederzufinden.
Der Roman führt seinen sich auf der Suche nach der Frau des Lebens befindlichen Protagonisten, einen nach beträchtlichen Gewinnen an der Börse finanziell unabhängigen End-Dreißiger, ausgehend von der Türkei in seinen Heimatort Kiel („an den Rand der Zivilisation“), Nienburg an der Weser, Wien und Prag.

## Hintergründe
Am 31. August 2006 überlebte der Autor einen Frontalzusammenstoß eines Reisebusses mit einem Lkw, bei dem 15 Menschen starben und 21 Menschen verletzt wurden. Dieses Erlebnis hat er im Eingangskapitel verarbeitet.
Zaimoglu erhielt einen Tag nach dem Unglück das Angebot, „diese Geschichte zu schreiben“, zunächst für ein Magazin. Der Augenzeugenbericht führte ihn letztlich in den Roman hinein.
Die Wortkombination Liebesbrand mag im Deutschen ungewöhnlich sein. Im Türkischen ist das gleichbedeutende Sevda Yanığı ein verbreiteterer Begriff. Es gibt auch ein Lied von Funda Arar.
„Ich kannte Feuerzeugfunken, aber keinen Liebesbrand im Herzen, ich war im Westen verdorben, ich war ein durch und durch degenerierter Mann des Abendlandes, und von der Tradition der orientalischen Frauenanbetung hatte ich keine Ahnung“, lässt Zaimoglu seinen Romanhelden sagen. Der Titel „Liebesbrand“ bedeutet also den Versuch, die „Tradition der orientalischen Frauenanbetung“ auf den Westen zu übertragen.

## Bedeutung und Auszeichnungen
Kritiken zu dem Buch waren durchweg positiv. Für Die Welt hat sich Zaimoglu mit diesem Roman „endgültig in die Spitze der deutschen Autoren geschrieben“. Für einige Kritiker steht das Werk, an dem auch sein „herrlicher Sinn fürs Burleske“ (Rüdenauer) gelobt wird, sogar in der Nachfolge der deutschen Romantik.
Schon bald nach seinem Erscheinen 2008 musste bereits eine zweite Auflage des Liebesromans gedruckt werden.
Das Buch wurde mit dem Corine ausgezeichnet.
Ferner war Liebesbrand nominiert für den Preis der Leipziger Buchmesse (Kategorie: Belletristik) und erhielt hier den zweiten Preis. Auch die SWR-Bestenliste nannte Liebesbrand im April 2008 auf Platz zwei. Der Deutsche Buchpreis führte den Roman in seiner „Longlist“ genannten Vorauswahl.
Wolfgang Schäuble gab deutschen Journalisten gegenüber das Werk als seine Sommerurlaubslektüre 2008 an, was auch Berichte in türkischen Medien nach sich zog.

## Der Schriftsteller über sein Buch

### Zum Frauenbild
„Ich glaube nicht, dass das konservativ ist, (David) sehnt sich nach (Tyra), er ist kein Starker, sondern geht auf ihre Bedingungen ein. Klar, ist er ungestüm, und er macht eine lächerliche Figur dabei. Das ist nicht zu vermeiden.“

### Zur Integration
„(David) hat kein Problem mit seiner Identität, und in der eigentlichen Geschichte spielt das auch keine Rolle. So ist das auch in der Realität: Natürlich gibt es Identitätshöker und Deutschlandverweigerer, aber die sind in der Minderheit. Für die meisten türkisch- und kurdischstämmigen Deutschen der zweiten und dritten Generation gibt es keine Demarkationslinien ethnischer Natur. Ich sehe da eher einen Pragmatismus. Hinwendung zu den wichtigen Dingen des Lebens, ein Identitätskonflikt ist nicht wichtig.“

### Zur eigenen Erzähltradition
„Ich selbst fühle mich der deutschen Romantik zugehörig. Aber wegen meiner Biografie und meines Namens werde ich automatisch der orientalischen Seite zugeschlagen. Dabei unterscheiden sich diese beiden Konzepte gar nicht so sehr. Das Minnesängerische, die Körperlichkeit, das haben die Romantik und die orientalische Tradition der Frauenanbetung gemeinsam. Das ist ein körperliches Verlangen.“

## Sonstiges
Liebesbrand ist gesprochen von Stephan Schad auch als Hörbuch erschienen.